# Var (řeka)
Var je řeka v departementech Alpes-de-Haute-Provence a Alpes-Maritimes v regionu Provence-Alpes-Côte d'Azur na jihovýchodě Francie. Její celková délka je 114 km. Plocha povodí měří 2819 km².
Podle řeky je pojmenováno šest obcí na jejím toku Touët-sur-Var, Villars-sur-Var, Plan-du-Var, La Roquette-sur-Var, Saint-Martin-du-Var a Saint-Laurent-du-Var. Podle řeky je také pojmenován departement Var, kterým však neprotéká. V roce 1790, když byl tento departement ustanoven tvořila řeka jeho východní hranici se Sardinským královstvím, avšak po připojení Niceského hrabství k Francii byl ustanoven na obou březích řeky departement Alpes-Maritimes.

## Průběh toku
Pramení v nadmořské výšce 1790 m na území obce Guillaumes pod sedlem Col de la Cayolle mezi masívy Mercantour-Argentera a Pelat v Jižních Alpách. Teče nejprve na jih, poté se stáčí na východ a poté opět na jih. Mezi obcemi Nice a Saint-Laurent-du-Var ústí do zálivu Anges Středozemního moře.

### Přítoky
Přítoky delší než 20 km od pramene k ústí zachycuje tabulka:
| Řeka    | Místo soutoku       | Strana přítoku | Délka (km) |
| ------- | ------------------- | -------------- | ---------- |
| Coulomp | Saint-Benoît        | pravá          | 20         |
| Cians   | Touët-sur-Var       | levá           | 25         |
| Tinée   | ?                   | levá           | 75         |
| Vésubie | Levens/Bonson       | levá           | 48         |
| Estéron | Saint-Martin-du-Var | pravá          | 66,7       |

## Vodní režim
Zdrojem vody jsou převážně dešťové srážky. Nejvíce vody má řeka na jaře a nejméně v létě. Průměrný průtok vody činí u Nice 49,4 m³/s. Maximální průměrný měsíční průtok činí 74,5 m³/s v květnu a minimální 25,9 m³/s v srpnu.